# Chrysobothris adelpha
Chrysobothris adelpha är en skalbaggsart som beskrevs av Edgar von Harold 1869. Chrysobothris adelpha ingår i släktet Chrysobothris och familjen praktbaggar. Inga underarter finns listade i Catalogue of Life.